# Presa Ignacio Ramírez
Presa Ignacio Ramírez är en reservoar i Mexiko. Den ligger i kommunen Almoloya de Juárez i delstaten Mexiko. Sjön har 20 500 000 kubikmeter vatten.

## Fauna
I sjön finns fiskarna gerreidae, öring, chirostoma och olika malfiskar.